# 門別町
門別町（日语：／ Monbetsu chō */?）為過去位於北海道日高支廳西部的行政區劃，南臨太平洋。已於2006年3月1日與日高町合併為新設置的日高町。
由於「門別」的讀音與網走支廳的紋別市同樣為，因此習慣上門別町以「日高門別」的稱呼來區別。
町名源自阿伊努語的「mo-pet」，意思為安靜的河川。

## 歷史
- 1909年4月1日：門別村、佐瑠太村、平賀村、富仁家村、慶能舞村、波惠村、菜實村、厚別村、賀張村合併為門別村，並成為北海道二級村。[1] [2]
- 1929年4月1日：門別村成為北海道一級村。
- 1952年4月1日：門別村改制為門別町。
- 2006年3月1日：日高町與門別町合併為新設立的日高町。

## 產業
以稻作、旱田、酪農業、馬匹養殖、漁業為主，並有柳葉魚的養殖。

## 交通

### 鐵路
- 北海道旅客鐵道
  - 日高本線 : 富川車站 - 日高門別車站 - 豐鄉車站 - 清畠車站 - 厚賀車站

|  |  |  |

### 道路
| 高速道路 - 日高自動車道：日高富川交流道 一般國道 - 國道235號 - 國道237號 主要道道 - 北海道道71號平取靜內線 - 北海道道80號平取門別線 | 道道 - 北海道道208號比宇厚賀停車場線 - 北海道道289號富川停車場線 - 北海道道351號正和門別停車場線 - 北海道道1026號新冠平取線 |

### 巴士
- 道南巴士

## 觀光景點
| - 門別競馬場 - 門別溫泉 - 柳葉魚祭り：10月下旬 | - 門別富仁家墳墓群（北海道指定史跡） |

## 教育

### 高等學校
- 道立北海道富川高等學校 （页面存档备份，存于）

### 中學校
| - 門別町立厚賀中學校 - 門別町立富川中學校 | - 門別町立門別中學校 |

### 小學校
| - 門別町立厚賀小學校 - 門別町立賀張小學校 - 門別町立清畠小學校 - 門別町立庫富小學校 - 日高町立里平小學校 | - 門別町立正和小學校 - 門別町立富川小學校 - 門別町立豐鄉小學校 - 門別町立門別小學校 |

## 本地出身之名人
- 高澤秀昭（前職業棒球選手）
- 沼田義明（前拳擊世界冠軍）

## 外部連結
- （日語）原門別町官方網頁（存檔於日高町官方網頁）
- （日語）門別町農業協同組合 （页面存档备份，存于）
- （日語）門別警察署